# Julius Margolin
Yehuda (Julius) Margolin (en russe : Юлий  (Юлиус) Борисович Марголин), né à Pinsk en Biélorussie (alors dans l'Empire russe, puis en Pologne) le 14 octobre 1900 et mort le 21 janvier 1971 , est un philosophe et écrivain juif.

## Biographie
Yehuda Margolin passe son enfance et sa jeunesse à Ekaterinoslavle (aujourd'hui Dniepropetrovsk) et à Pinsk. Quand il termine le lycée, il parle déjà plusieurs langues dont le russe, l'hébreu, le polonais, l'allemand, le français et l'anglais.
Entre 1923 et 1929, Margolin étudie à la faculté de philosophie de l'Université Humboldt de Berlin. Il obtient son doctorat en 1929 en présentant sa thèse en allemand Grundphänomene des intentionalen Bewußtseins (Les phénomènes fondamentaux de la conscience intentionnelle). Il s'intéresse à la littérature et à la poésie russes. Il participe aux séminaires organisés par le critique Yuly Aykhenvald (en) et collabore à la revue russe publiée à Berlin Nakaune.
En 1925, il se marie avec Eva Efimovn Spektor et s'installe avec elle à Łódź (Pologne) où ils vivront jusqu'en 1936. En 1926, leur naît un fils dénommé Ephraïm.
La famille s'installe en Palestine en 1936. En 1939, il rend visite à ses parents en Pologne. Au mois de septembre 1939 survient l'invasion soviétique de la Pologne qui comprend notamment la région de Pinsk où Margolin s'est réfugié. En mars 1940, à Pinsk, le passeport devient obligatoire : les passeports polonais sont retirés et remplacés par des soviétiques pour les Polonais de Pinsk. Pour les réfugiés et les gens récemment arrivés on ne peut leur donner immédiatement le passeport soviétique. Un comité est créé qui leur présente le libre choix suivant : soit devenir citoyen soviétique, soit retourner dans la zone de la Pologne occupée par l'Allemagne. Deux mille réfugiés se trouvaient à Pinsk et environ la moitié d'entre eux accepta la citoyenneté soviétique. Pour Margolin les deux perspectives sont inconcevables : il veut rentrer en Palestine. Il se doute que l'Allemagne hitlérienne n'acceptera pas l'arrivée de Juifs et que les Soviétiques vont interner ceux qui n'ont pas fait leur choix entre les deux  possibilités. Mais il préférait cela à l'obligation de devenir citoyen soviétique ou de retourner en zone allemande.
Margolin est alors retenu, puis est arrêté sous l'inculpation d'avoir enfreint la loi sur les passeports. On l'envoie d'abord dans les chantiers de construction du Canal de la mer Blanche-mer Baltique. Le NKVD le condamne ensuite  pour une période de cinq ans au Goulag dans un Camp de travail pénitentiaire (camp de Krouglitsa puis camp de Kotlas dans la région d'Arkhangelsk. Il s'y trouve avec de nombreux autres « éléments socialement dangereux » et des prisonniers de droit commun. Sa mère, restée sur place, allait mourir dans le ghetto de Pinsk. En juillet 1941, les accords Sikorski-Maïski signés entre le gouvernement polonais en exil et l'ambassadeur d'URSS prévoient l'amnistie et la libération de tous les citoyens polonais se trouvant dans les camps soviétiques. Mais le NKVD le retient arbitrairement au camp et ne lui permet pas de profiter de l'amnistie à laquelle il avait droit.
Il survit et est libéré en 1945 en tant qu'ancien citoyen polonais conformément à l'accord avec la Pologne. Mais il est encore obligé de résider de juin 1945 à mars 1946 à Slavgorod dans la région de l'Altaï. En mars 1946, il est autorisé à retourner en Pologne, puis s'installe en Palestine via la France. Il commence immédiatement à y écrire en russe Voyage au pays des Ze-Ka, qui est terminé en 1947, lorsque Alexandre Soljenitsyne vient d'être envoyé au goulag.
Immédiatement après la Seconde Guerre mondiale, il était impossible de publier un tel livre sur l'Union soviétique. Le manuscrit est également rejeté en Israël. Le livre a finalement été imprimé en France en 1949 par Calmann-Lévy et réédité en 2010.
En 1951, il est témoin lors du procès gagné par David Rousset contre le journal communiste Les Lettres françaises,.
De 1953 à 1969, il donne des conférences à New York, Paris, Francfort, sur la vie des Juifs soviétiques. Il lutte pour qu'ils obtiennent la possibilité d'émigrer en Israël.
Julius Margolin décède le 21 janvier 1971 à Tel-Aviv.

## Œuvres traduites en français
- La Condition inhumaine : cinq ans dans les camps de concentration soviétiques, [« Путешествие в страну зэ-ка »], trad. de Nina Berberova et Mina Journot, Paris, Éditions Calmann-Lévy, 1949, 453 p. (BNF 32418397)
- « Y a-t-il une différence entre les camps nazis et les camps soviétiques », Le Figaro,‎ 7-8 janvier 1950, p. 5
- Julius Margolin Voyage au pays des Ze-Ka, [« Путешествие в страну зэ-ка »], trad. de Nina Berberova et Mina Journot, révisée et complétée par Luba Jurgenson, Paris, Éditions Le Bruit du temps, 2010, 781 p.  (ISBN 978-2-35873-021-1)[7]
- Le Livre du retour, trad. de Luba Jurgenson, Paris, Éditions Le Bruit du temps, 2012, 295 p.  (ISBN 978-2-35873-044-0)[2]
- Le procès Eichmann et autres essais, trad. de Luba Jurgenson, Paris, Éditions Le Bruit du temps, 2016, 356 p.  (ISBN 978-2-35873-096-9)